# حسن حضرتی
حسن حضرتی متولد ۲۲ اسفند ۱۳۴۹ تاریخ پژوه ایرانی، نویسنده، مترجم و دانشیار تاریخ دانشگاه تهران است که مدرک کارشناسی تاریخ خود را از دانشگاه شهید بهشتی، و مدرک کارشناسی ارشد، و دکترایش را از دانشگاه تهران اخذ کرده‌است. وی هم‌اکنون دانشیار گروه تاریخ و تمدن ملل اسلامی دانشگاه تهران است. کتاب وی تحت عنوان مشروطهٔ عثمانی در ششمین دورهٔ جشنوارهٔ فارابی حائز رتبهٔ برتر شد.وی در حوزهٔ مباحث نظری تاریخ و تاریخ عثمانی پژوهش و تدریس می‌کند.

## تحصیلات
وی در سال ۱۳۷۱ دوره کارشناسی خود در رشته تاریخ را در دانشگاه شهید بهشتی به پایان رسانده و برای ادامه تحصیل، راهی دانشگاه تهران شد. در سال ۱۳۷۳ و در گروه تاریخ این دانشگاه از پایان‌نامه کارشناسی ارشد خویش با عنوان «نقش سیاسی و اجتماعی نقشبندیان در قرن نهم هجری» به راهنمایی دکتر شیرین بیانی و مشاوره دکتر احسان اشراقی دفاع نمود. وی در سال ۱۳۸۴ با دفاع از رساله دکتری خویش با عنوان «اصلاحات و تحول اندیشه سیاسی عثمانی؛ مطالعه موردی: مدحت پاشا» به راهنمایی دکتر محمدتقی امامی خویی و دکتر غلامحسین زرگری نژاد و مشاوره دکتر محمدابراهیم باستانی پاریزی و دکتر عطا الله حسنی موفق به اخذ درجه دکتری در تاریخ اسلام گردید. علاوه بر این، وی از محضر دیگر استادان تاریخ از جمله هاشم آقاجری نیز بهره برده‌است. وی در تیر ماه ۱۴۰۲ و پس از موافقت دانشگاه تهران با درخواست انتقال وی، از دانشکده ادبیات و علوم انسانی به دانشکده الهیات و معارف اسلامی منتقل شده و در گروه تاریخ و تمدن ملل اسلامی به فعالیت خویش ادامه می‌دهد.

## سوابق اجرایی
مدیریت گروه تاریخ دانشگاه باقرالعلوم از ۱۳۷۷–۱۳۷۹، معاونت آموزشی و تحصیلات تکمیلی دانشکده ادبیات و علوم انسانی دانشگاه تهران از ۱۳۹۵–۱۳۹۸، سرپرستی دانشکده ادبیات و علوم انسانی دانشگاه تهران ۱۳۹۶–۱۳۹۷، معاونت پژوهشی دانشکده ادبیات و علوم انسانی دانشگاه تهران، عضویت در کارگروه تخصصی علوم تاریخی ۱۳۹۸–۱۳۹۹ و مدیریت گروه تاریخ و همکاری‌های میان‌رشته‌ای در پژوهشکده تاریخ اسلام از ۱۴۰۲ تا کنون از جمله فعالیت‌های اجرایی وی هستند.

## تاریخ‌ورزی
وی در تاریخ‌پژوهی بیش از هر چیز بر دو حوزه توجه کرده‌است: مباحث نظری تاریخ و تاریخ عثمانی.

### مباحث نظری تاریخ
حضرتی به واسطه سابقه بیش از بیست ساله‌ای که در تدریس روش پژوهش در تاریخ‌شناسی دارد، از جمله صاحبنظران این عرصه به حساب میآید. «روش پژوهش در تاریخشناسی» که میتوان آن را مهم‌ترین اثر وی به حساب آورد نیز جزو آثاری است که در حوزه روش پژوهش در تاریخ، بسیار مورد توجه دانشجویان و استادان قرار گرفته‌است؛ هرچند برخی افراد انتقاداتی نیز بدان وارد نمودهاند. انتقاداتی که بیشتر متوجه رویکرد شبه پوزیتیویستی این اثر است. علاوه بر این، نظر حضرتی در باب وظیفه دیسیپلینی مورخان، چالش‌های زیادی را میان اهل تاریخ ایجاد کرده‌است. در این مورد حضرتی برخلاف منتقدینش قائل به رجحان توصیف گسترده و عمیق بر تحلیل و تفسیر و تبیین است. مخالفت منتقدان وی را بیش از هر چیز باید متأثر از فهم اشتباه نظر حضرتی دانست چرا که وی هرگز قائل به عدم اعتبار تحلیل، تفسیر و تبیین تاریخی نبوده؛ لکن در امر تاریخ‌ورزی، وظیفه اصلی مورخ را توصیف دانسته‌است. از نظر وی چنانچه مورخ بتواند، توصیف گسترده و عمیق را به خوبی به جای آورد، میتواند وارد عرصه تحلیل نیز بشود. وی معتقد است برای دانشجویان تاریخ، فراگیری زبانهای خارجی و مهارتهایی همچون سندخوانی، مهرخوانی، کاغذشناسی، منبع‌شناسی و … نسبت به شناخت نظریات وجریانهای فکری اولویت دارد. نسبت بین «مورخان و امر قدسی «از دیگر موضوعات مهمی است که حضرتی در تاملات نظری خویش بدان توجه کرده‌است. وی در کتابی که با همین عنوان منتشر کرده‌است به بررسی رابطه میان مورخ و اموری که جنبه قدسی دارند پرداخته و برخلاف جریان مرسوم تاریخ‌نگاری در ایران، اصالت را برای تاریخ و نه علم کلام دانسته‌است.

### تاریخ عثمانی
حضرتی همزمان با دوره دکتری خویش، تاریخ عثمانی را مورد توجه قرار داده و همان‌طور که پیش از این نیز گفته شد، رساله دکتری خویش را در ارتباط با تاریخ عثمانی نگاشت. وی از جمله طرفداران تاریخ فکری است و همین، باعث شد که وی در تاریخ عثمانی نیز مباحث اندیشهای را مورد توجه قرار دهد. حضرتی در مطالعهٔ تاریخ عثمانی بر مناسبات فکری میان این دولت و دولت‌های ایرانی متمرکز شده و به خصوص آخرین آثارش را در این زمینه منتشر کرده که مهم‌ترین آنها عبارتند از: نامه‌های ایران، زبده الوقایع، مکاتبات میرزا ملکم خان در باب مناسبات ایران و عثمانی و امور بین‌الملل، مشروطه ایران به روایت آرشیو عثمانی و ایرانیان استانبول. دیدگاه وی دربارهٔ وجود تأثیرات متقابل میان مشروطه‌خواهی ایرانیان و عثمانی‌ها واکنش سید جواد طباطبایی و برخی از طرفداران او را به همراه داشت. علاوه بر آثاری که وی در زمینه تاریخ عثمانی تألیف، ترجمه یا تصحیح نموده‌است؛ نقش وی در تربیت و حمایت از نسل جدیدی از پژوهشگران تاریخ عثمانی بی‌بدیل و قابل تقدیر است.

## آثار
تألیف
- - حسن حضرتی و دیگران، مورخان و امر قدسی، به کوشش فاطمه بختیاری، تهران: لوگوس، ۱۴۰۱.
  - حسن حضرتی و دیگران، ایرانیان استانبول، به کوشش محمدحسین صادقی، تهران: لوگوس، ۱۴۰۱.
  - حسن حضرتی و فاطمه السادات میررضی، تاریخ سندی مدرسه ایرانیان استانبول، تهران: پژوهشکده تاریخ اسلام، ۱۴۰۰.
  - حسن حضرتی، روش پژوهش در تاریخ‌شناسی، قم: لوگوس، ۱۳۹۷.
  - حسن حضرتی و دیگران، جستارهایی در باب تاریخ عثمانی و ترکیه جدید، قم: لوگوس، ۱۳۹۷.
  - حسن حضرتی و عباس برومند اعلم، گفتگوهایی در باب تاریخ‌شناسی و تاریخ‌نگاری، تهران، پژوهشکده تاریخ اسلام، ۱۳۹۲.
  - حسن حضرتی، مشروطه عثمانی، تهران: پژوهشکده تاریخ اسلام، ۱۳۸۹.
  - حسن حضرتی و علیرضا ملایی توانی، مشروطه ایران و عثمانی: بررسی تطبیقی، تهران: مؤسسه توسعه و تحقیقات علوم انسانی، ۱۳۸۶.
  - حسن حضرتی، ماخذشناسی توصیفی تاریخ تشیع امامیه در ایران، تهران: پژوهشکده امام خمینی و انقلاب اسلامی، ۱۳۸۳.
  - حسن حضرتی، روح‌الله بهرامی، محمد حسین منظورالاجداد، محمدعلی اکبری، فاطمه جان احمدی، محمدحسین فلاح زاده، محجوب الزویری، احمد گل محمدی، محمدحسین جمشیدی، عزت‌الله رادمنش، سید محمد طیبی، محمدعلی چلونگر، مهران اسماعیلی و اسماعیل حسن زاده، دانش تاریخ و تاریخ‌نگاری مسلمانان، بوستان کتاب، ۱۳۸۲.
  - حسن حضرتی، داود فیرحی، غلامحسین زرگری نژاد، حسین مفتخری، منصور صفت گل، محسن الویری و محمد سپهری، اسلام و ایران، بررسی تاریخی (مجموعه مقالات)، قم: دفترنشر معارف، ۱۳۸۳. حسن حضرتی، هاشم اقاجری، غلامحسین زرگری نژاد و عطایالله حسنی، تاملاتی در علم تاریخ و تاریخ‌نگاری اسلامی، تهران: نقش جهان، ۱۳۸۰.

ترجمه
- - مشروطه ایران به روایت آرشیو عثمانی، تهران: لوگوس، ۱۴۰۰.
  - اریک جی روزخر، تاریخ نوین ترکیه، ترجمه حسن حضرتی و نفیسه شکور، تهران: انتشارات سمت، ۱۳۹۷.
  - علی ارغون چنار، نامه‌های ایران، ترجمه حسن حضرتی، قم: لوگوس، ۱۳۹۶.
  - فضلی کنوش، مرجع‌شناسی تاریخ سلجوقیان، ترجمه حسن حضرتی و آسیه رحمانی نژاد، تهران: پژوهشکده تاریخ اسلام، ۱۳۹۵.
  - اکرم کیدو، نهاد شیخ الاسلام در دولت عثمانی، ترجمه سیدمحمدرضی مصطفوی نیا و حسن حضرتی، تهران: ندای تاریخ، ۱۳۹۵.
  - اسد رستم، نقد تاریخی (روایت بوم محور از تاریخ ورزی علمی مسلمانان)، ترجمه سید محمد رضی مصطفوی نیا و حسن حضرتی، تهران: انتشارات سمت، ۱۳۹۴.

### تصحیح
- -     - میرزا ملکم خان ناظم الدوله، مکاتبات میرزا ملکم خان در باب مناسبات ایران و عثمانی و امور بین‌الملل، تصحیح حسن حضرتی و نیلوفر میربلوک، تهران: انتشارات دانشگاه تهران، ۱۴۰۰.
    - میرزا موسی خان طباطبایی انصاری، زبده الوقایع، تصحیح حسن حضرتی و شهلا یوسف زاده، تهران: انتشارات دانشگاه تهران، ۱۳۹۸.